# Szellem van a házunkban
A Szellem van a házunkban (eredeti cím: We Have a Ghost) 2023-ban bemutatott amerikai természetfeletti horror-filmvígjáték, amelyet Christopher Landon írt és rendezett, Geoff Manaugh 2017-es Ernest című novellája alapján. A főbb szerepekben David Harbour, Jahi Winston, Tig Notaro, Jennifer Coolidge és Anthony Mackie látható. Landon vezető producerként is közreműködött a filmben.
2023. február 24-én mutatta be a Netflix, vegyes kritikai fogadtatás mellett.

## Cselekmény
A Presley család egy chicagói felújítandó házba költözik. Az apa, Frank azért küzd, hogy meg tudjanak élni, és egészséges kapcsolatot tartson fenn egyre jobban elhidegülő fiával, Kevinnel. Megérkezésük után Kevin a padláson kezd kutakodni, végül találkozik egy Ernest nevű csapdába esett szellemmel. Ernest nem tud beszélni, de az 1970-es években bekövetkezett halála óta ijesztgeti a lakókat. Kevin nem ijed meg tőle, helyette felveszi őt a telefonjával. Egyik napról a másikra a közösségi média világszenzációjává teszi a szellemet. Azonban amikor Kevin és Ernest utóbbi múltjának rejtélyei után nyomoznak, a CIA célpontjává válnak.

## Szereplők
| Színész           | Szerep            | Magyar hang       |
| ----------------- | ----------------- | ----------------- |
| Anthony Mackie    | Frank Presley     | Papp Dániel       |
| David Harbour     | Ernest            | eredeti nyelven   |
| Jahi Winston      | Kevin Presley     | Czető Ádám        |
| Tig Notaro        | Dr. Leslie Monroe | Csere Ágnes       |
| Erica Ash         | Melanie Presley   | Roatis Andrea     |
| Jennifer Coolidge | Judy Romano       | Orosz Anna        |
| Faith Ford        | Barbara Mangold   | Farkasinszky Edit |
| Niles Fitch       | Fulton Presley    | Penke Bence       |
| Isabella Russo    | Joy Yoshino       | Hermann Lilla     |
| Steve Coulter     | Arnold Schipley   | Rosta Sándor      |
| Tom Bower         | Ernest Scheller   | Forgács Gábor     |
| Dr. Phil McGraw   | önmaga (cameo)    |                   |

## A film készítése
A film készítését 2021 júliusában jelentették be, forgatókönyvírója és rendezője Christopher Landon lett.
A szereplők között volt Anthony Mackie, David Harbour, Jahi Winston, Tig Notaro, Jennifer Coolidge, Erica Ash, Niles Fitch, Isabella Russo, Faith Ford és Steve Coulter.
Harbour volt Landon első számú választása Ernest szerepére. Ahogy azt az Entertainment Weeklynek elmondta: "Tudtam, hogy a szerep hihetetlenül nagy kihívást jelent, mert nincs benne párbeszéd, így nagyon sokat kell kihoznia nagyon kevésből. Volt egy találkozónk és elmondta, rettegett a szereptől, amit nagyszerűnek találtam, mert ez azt mutatja, sebezhetőnek, kíváncsinak és izgatottnak érzi magát. A találkozónk végére azt hiszem, mindketten nagyon erősen éreztük, hogy ez egy jó párosítás".
A forgatás 2021 augusztusában kezdődött Donaldsonville-ben és New Orleansban. Néhány héttel a forgatási munkálatok megkezdése után a gyártást leállították az Ida hurrikán louisianai pusztítása miatt. A forgatást októberben folytatták, hogy befejezzék a jelenetek felvételét az Ascension Parish nyugati partján fekvő városban.

## Fordítás
- Ez a szócikk részben vagy egészben  a   We Have a Ghost című angol Wikipédia-szócikk fordításán alapul.  Az eredeti cikk szerkesztőit annak laptörténete sorolja fel. Ez a jelzés csupán a megfogalmazás eredetét és a szerzői jogokat jelzi, nem szolgál a cikkben szereplő információk forrásmegjelöléseként.